# Bouvardia viticella
Bouvardia viticella är en måreväxtart som beskrevs av Lorea-hern. och Lozada-pérez. Bouvardia viticella ingår i släktet Bouvardia och familjen måreväxter. Inga underarter finns listade i Catalogue of Life.